# USS Los Angeles (SSN-688)
USS Los Angeles (SSN-688) — американская головная подводная лодка проекта «Лос-Анджелес», первая по счёту в этом классе (в хронологическом порядке). Названа в честь Лос-Анджелеса.
Контракт на строительство был подписан Newport News в городе Ньюпорт-Ньюс, штат Виргиния, 8 января 1971 года и её киль был заложен 8 января 1972 года. Первый спуск прошёл 6 апреля 1974 года, а в эксплуатацию поступил уже с 13 ноября 1976 года. На демонстрации лодки, 27 мая 1977 года, присутствовали также президент Джимми Картер и первая леди Розалин Картер. В 2007 году она являлась самой старой подводной лодкой на действительной службе военно-морского флота Соединённых Штатов. Военно-морской флот списал Los Angeles 23 января 2010 года в порту города Лос-Анджелес.

## Обслуживание
Первое развертывание у Los Angeles прошло на Средиземном море в 1977 году. В 1978 году она была в составе Тихоокеанского флота, её портом стал Перл-Харбор. В течение ближайших 32 лет она провела 17 операций в Тихом океане. Los Angeles участвовала в четырёх учения стран Азиатско-Тихоокеанского региона (RIMPAC), ей были посещены многочисленные зарубежные порты Италии, Филиппин, Диего-Гарсия, Гонконг, Маврикия, Австралии, Японии, Республики Кореи, Канады и Сингапура.
В 1999 году, во время командования Марка Дженкинса, Los Angeles был модифицирован для установки Dry Deck Shelter (DDS). DDS дала возможность ведения подводного боя, боя на поверхности, добывать полезные ископаемые, проводить разведку, поддерживать и сопровождать авианосные группы.